# Anton van Wilderode
Anton van Wilderode (właśc. Cyriel Paul Coupé, ur. 18 czerwca 1918 w Moerbeke, zm. 15 czerwca 1998 r. w Sint-Niklaas) – flamandzki pisarz, poeta,
tłumacz i scenarzysta; ksiądz katolicki.
Cyriel Paul Coupé urodził się w miejscowości Moerbeke. Święcenia kapłańskie przyjął 21 maja 1944 r. Ukończył filologię klasyczną na Uniwersytecie Katolickim w Leuven. Od 1946 r. aż do emerytury w 1982 r. pracował jako wykładowca w katolickiej szkole przy Sint-Jozef-Klein-Seminarie w Sint-Niklaas. Jego wychowankami byli m.in. Paul Snoek oraz Tom Lanoye.
Zadebiutował w 1939 r. opowiadaniem Dis al, opublikowanym w magazynie Nederland. Pierwszy tom wierszy opublikował w 1943 r. (De moerbeitoppen ruischten). Był współzałożycielem i redaktorem pisma Podium, wydawanego w latach 1943-1944. Jest autorem licznych wierszy okolicznościowych, dotyczących m.in. corocznych pielgrzymek do miejscowości IJzertoren, które sam organizował, pisał również scenariusze telewizyjne. Jego poezję charakteryzuje użycie tradycyjnych form poetyckich oraz jasnego języka przy zachowaniu romantycznej stylistyki. Jest autorem antologii niderlandzkojęzycznej poezji religijnej En het woord was bij God: 500 religieuze gedichten uit de Nederlandse letterkunde (1981) oraz dziewiętnastowiecznej literatury romantycznej Het hart op de tong: romantische verhalen uit de 19de eeuw (1990).
Tłumaczył na język niderlandzki dzieła klasyków literatury rzymskiej (Wergiliusza Bukoliki, Georgiki i Eneidę, oraz utwory Horacego).
W przekładzie na język polski ukazał się tom wierszy wybranych Antona van Wilderode pt. Ludzka kraina, przełożony przez Zofię Klimaj-Goczołową i ze wstępem ks. Jana Twardowskiego, Białystok 1996.

## Dzieła
- 1939 - Dis al
- 1943 - De moerbeitoppen ruisten
- 1946 - Herinnering en gezang
- 1947 - Najaar van Hellas
- 1952 - Het land der mensen
- 1957 - Het herdertje van Pest
- 1958 - Bloemlezing

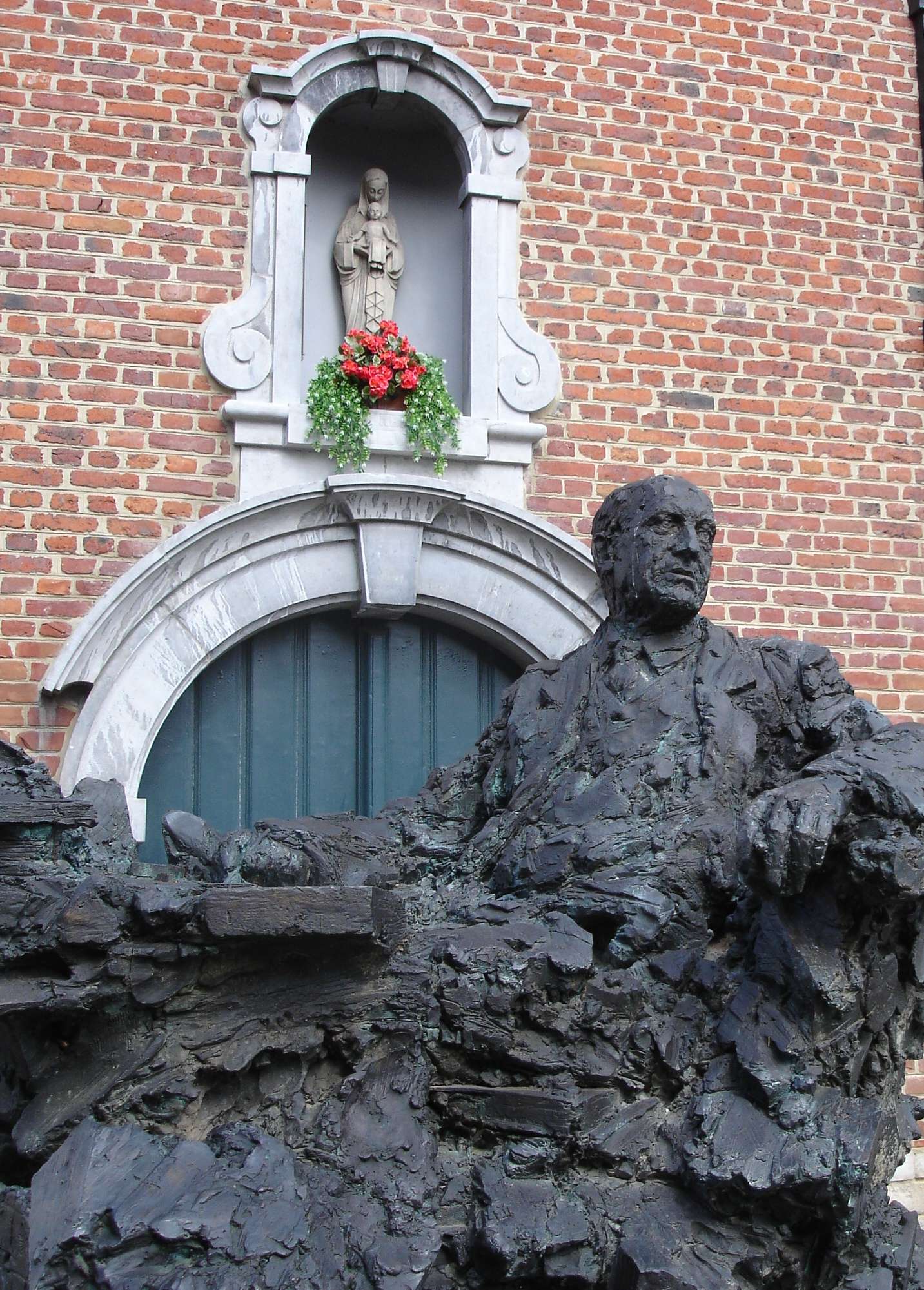
Pomnik Antona van Wilderode przed seminarium w Sint-Niklaas

- 1959 - De antikwaar: opera for television
- 1960 - Filip De Pillecyn
- 1964 - De dag van Eden
- 1965 - André Demedts
- 1967 - Sint-Niklaas en het Land van Waas
- 1967 - Maria moeder
- 1968 - De dubbelfluit
- 1971 - Dier-bare poëzie: gedichten over dieren
- 1971 - Het groot jaargetijdenboek
- 1974 - Verzamelde gedichten 1943-1973
- 1976 - Gedichten
- 1978 - Dorp zonder ouders
- 1978 - Albert Van Dyck
- 1979 - Circus
- 1980 - Verzamelde gedichten
- 1980 - Gustaaf Van Loon
- 1981 - Gies Cosyns
- 1981 - Jan De Smedt
- 1981 - En het woord was bij God: 500 religieuze gedichten uit de Nederlandse letterkunde
- 1981 - De overoever
- 1981 - Luisteren naar fluisteren
- 1982 - Moerbeke-Waas toen en thans
- 1983 - Het land van amen
- 1983 - Daar is maar één land dat mijn land kan zijn
- 1983 - Zingend brons
- 1985 - Een tent van tamarinde
- 1985 - De vlinderboom
- 1985 - De dag begint bij een puin: IJzerbedevaarten in verzen
- 1985 - Dienstbaar het woord
- 1986 - Herman Jacobs, kunstschilder
- 1986 - En het dorp zal duren
- 1987 - Het tweede jaargetijdenboek
- 1988 - Op hoop van vrede
- 1988 - Zachtjes, mijn zoon ligt hier
- 1990 - Het hart op de tong: romantische verhalen uit de 19de eeuw
- 1990 - Het sierlijke bestaan der steden
- 1991 - De zeven slapers
- 1991 - Poedersneeuw
- 1991 - Apostel na de twaalf
- 1992 - Brugge Brugge
- 1993 - Een plek voor louter klaarte
- 1993 - In al begonnen Vrede
- 1994 - Ex libris
- 1994 - De aarde van mijn geheugen: Europees huldeboek
- 1994 - Cortewalle
- 1995 - Het zonnelied of het loflied der schepselen
- 1995 - Het oudste geluk
- 1996 - Barmhartig hout: 30 middeleeuwse misericordes
- 1996 - Buitengaats
- 1997 - Tweegelui
- 1997 - Hout op snee
- 1998 - Het beeld van de dichter
- 1998 - De dag sneeuwt dicht: herfst - en wintergedichten
- 1998 - Jan Hoogsteyns
- 1999 - Reizend naar het licht: de mooiste religieuze poëzie
- 1999 - Volledig dichtwerk